# Lago Kardivach
El lago Kardivach (del ruso: Кардыва́ч) es un lago situado en el distrito de la ciudad de Sochi del krai de Krasnodar de Rusia, a 1.838 m de altitud, sobre la ladera sur de la cordillera principal del Cáucaso occidental, a unos 44 km al nordeste de Krásnaya Poliana. Es el segundo lago más grande del krai. Forma parte del zapovédnik del Cáucaso Occidental. La frontera abjasa está a 2,5 km.
Ela lago está en un valle rodeado de montañas: el pico Loyub al oeste (2.970 m), al norte y al este por los montes de Kardivach (cima 3.139.5 m, Kardivach (3.140.5), cruzado por el sureste por la cordillera Kutejeku. El lago fue formado por antiguos glaciares que crearon una morrena en cuyo final está el lago, que era más grande pero la sedimentación lo ha reducido en tamaño y profundidad.
Del suroeste del lago surge el río Mzimta, el más largo de los ríos de la Federación Rusa que desemboca en el mar Negro, que nace como Vérjnaya Mzimta a 2.472 m. En el lago no hay peces, ya que por debajo del lago se encuentra la cascada Izumrumdi esmeralda, que la trucha que habita en el río no puede superar.